# Carro a vapore

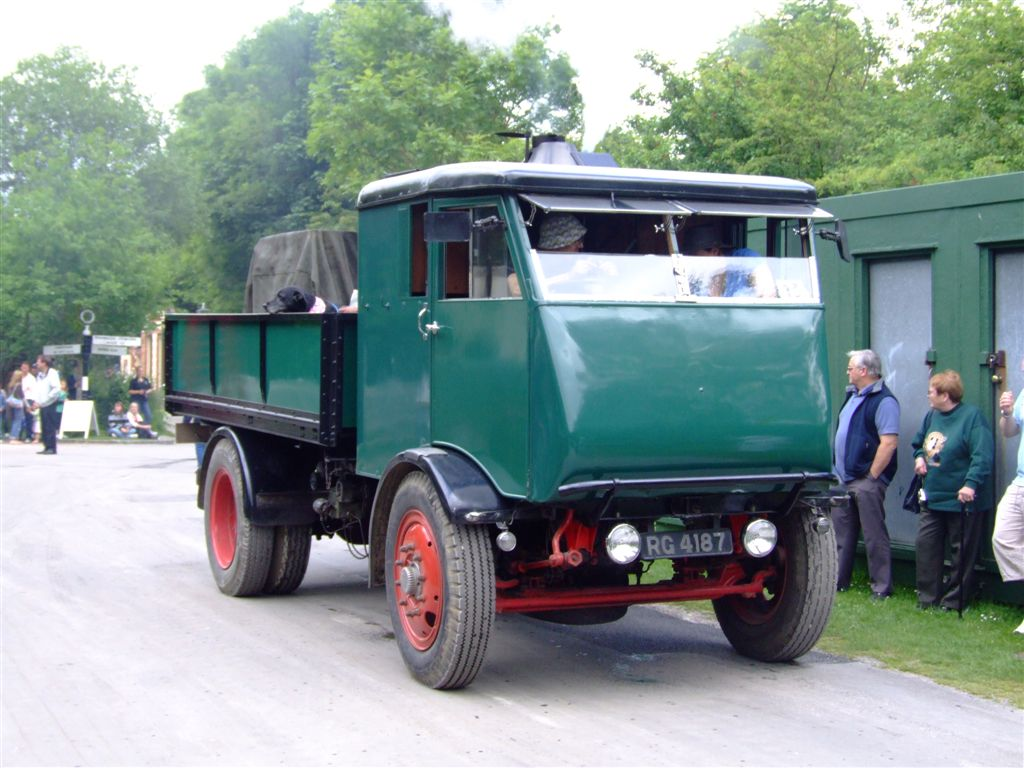
Un autocarro a vapore Sentinel VBT restaurato.

Il carro a vapore (o meglio autocarro a vapore, inglese: steam waggon,  steam lorry o steamtruck) era un veicolo stradale per trasporti di merci, azionato da un motore a vapore, utilizzato dalla metà del XIX secolo e sino alla metà del XX secolo e diffuso prevalentemente in Inghilterra, dove si concentrava il maggiore numero di costruttori, ma con qualche utilizzo anche in altri paesi limitrofi.